# Kristin Hammarström
Pour les articles homonymes, voir Hammarström.
Kristin Hammarström, née le 29 mars 1982 à Glanshammar, est une joueuse suédoise de football évoluant au poste de gardien de but. Internationale suédoise depuis 2008, elle évolue dans le club suédois du Kopparbergs/Göteborg FC. Sa sœur jumelle, Marie Hammarström, est également footballeuse.

## Biographie
En club, Kristin Hammarström joue en Suède au KIF Örebro DFF de 2007 à 2010. Elle s'engage en 2011 au Kopparbergs/Göteborg FC.
Kristin Hammarström fait partie de la sélection suédoise lors de la Coupe du monde de football féminin 2007 et lors de la Coupe du monde de football féminin 2011, mais elle ne joue aucun match.